# Detektívka
Detektívka je páté studiové album, které 1. listopadu roku 1986 vydalo hudební vydavatelství Opus slovenské poprockové skupině Elán, první album skupiny po změnách v jejím složení z roku 1985. Na všech textech se podílel slovenský textař Boris Filan. Detektívka je nejprodávanějším albem v historii československé pop music, alb se prodalo více než 600 tisíc. Dnes dostane interpret zlatou desku jen za 5 tisíc nosičů.

## Seznam skladeb
| Pořadí         | Název                      | Délka |
| -------------- | -------------------------- | ----- |
| 1.             | Tanečnice z Lúčnice        | 2:54  |
| 2.             | Klasika                    | 3:17  |
| 3.             | Fero                       | 3:20  |
| 4.             | Neobzerajte sa pani Lótová | 2:47  |
| 5.             | Musíš prísť                | 3:16  |
| 6.             | Guľový blesk               | 4:24  |
| 7.             | Žaba na prameni            | 3:13  |
| 8.             | Sídliskový indián          | 4:56  |
| 9.             | Neviditeľné dievčatá       | 3:33  |
| 10.            | Detektívka                 | 4:52  |
| 11.            | To nemá chybu              | 2:43  |
| Celková délka: | Celková délka:             | 38:44 |

## Výroba alba
- Jožo Ráž – baskytara, zpěv
- Ján Baláž – kytara, zpěv
- Martin Karvaš – klávesy, zpěv
- Gabriel Szabó – bicí
- Václav „Vašo” Patejdl – syntezátor, vokály (1, 4, 5, 7, 8, 11)
- prof. Štefan Nosáľ – fujara, vokály (1)
- Anton Jaro – bezpražcová kytara (4)
- J. Ťapák, P. Holík, M. Hesek – vokály (1)
- Dušan Huščava – saxofon (3)
- Ján Lauko – hudební režie
- Ivan Jombík – zvuková režie
- Štefan Danko – produkce
- Alan Lesyk – design

## Recenze
- Haló noviny 23. ledna 2018 ☺☺☺☺☺ Fantazie![3]